# Nadie sabe que estoy aquí
Nadie sabe que estoy aquí is een Chileense film uit 2020, geregisseerd door Gaspar Antillo.

## Verhaal
Memo Garrido is een introverte man die samen met zijn oom Braulio op een boerderij woont aan de oevers van Lago Llanquihue. Hij heeft een trauma opgelopen als kindster, en leidt daarom nu zijn leven ver weg van de rest van de samenleving. Zijn leven krijgt een onverwachte wending wanneer hij de jonge vrouw Marta ontmoet en er een ontluikende vriendschap ontstaat.

## Rolverdeling
| Acteur          | Personage       |
| --------------- | --------------- |
| Jorge Garcia    | Memo            |
| Lukas Vergara   | Memo (kind)     |
| Millaray Lobos  | Marta           |
| Luis Gnecco     | Braulio         |
| Alejandro Goic  | Jacinto         |
| Gastón Pauls    | Ángelo          |
| Vicente Alvarez | Ángelo (kind)   |
| Eduardo Paxeco  | Samuel          |
| Roberto Vander  | Productor Miami |

## Ontvangst

### Recensies
Op Rotten Tomatoes geeft 81% van de 16 recensenten de film een positieve recensie, met een gemiddelde score van 6,50/10. Website Metacritic komt tot een score van 64/100, gebaseerd op 5 recensies, wat staat voor "generally favorable reviews" (over het algemeen gunstige recensies)

### Prijzen en nominaties
De film won 1 prijs.
| Jaar | Evenement             | Categorie                    | Genomineerde   | Resultaat |
| ---- | --------------------- | ---------------------------- | -------------- | --------- |
| 2020 | Tribeca Film Festival | Best New Narrative Filmmaker | Gaspar Antillo | Gewonnen  |